# Meti (rivière)
Pour la ville, voir Meti (ville).
La Meti est une rivière en Éthiopie, dans le woreda de Seka Chekorsa.